# Bohutín (okres Šumperk)
Obec Bohutín (německy Bohutin) leží v okrese Šumperk. Žije zde 792 obyvatel.
Ve vzdálenosti 7 km východně leží město Šumperk, 8 km jižně město Zábřeh, 20 km jižně město Mohelnice a 20 km západně město Lanškroun.

## Části obce
Bohutín se nečlení na evidenční části a rozkládá se na jednom katastrálním území Bohutín nad Moravou, ale kromě vlastního centra má tradičně uváděné části Podšachtí, Zbová a Vyhnálov. Obec nemá ani pojmenované ulice, uvádí se ovšem pomístní názvy: Na hrázi, Pod strání, Na trávnici (Malý a Velký Trávník), Podšachtí, Na Balkáně, Malá Karaska, Pod Karaskou, Důl, V dole, Za dolem, Pod Zbovou (dříve na Dílečkách), Obecní lom, Na řádkách (nyní Vyhnálov), Jánětova stráň, Za kapló, Za Zbovou, Burdova hora, Mezihoří, Dolní luka, Kozáčka, Na stráni, Na Chocholouši a Vyhnálov.

## Obyvatelstvo
K censu 26. březnu 2011 tvořilo Bohutín 761 obyvatel. Z toho 439 národnosti české, 139 národnosti moravské, 2 národnosti slovenské a 2 polské. Většina lidí se zde k náboženské víře nehlásí nebo ji neuvedla.
| Rok            | 1910 | 1921 | 1930 | 1950 | 1961 | 1970 | 1980 | 1991 | 2001 | 2011 |
| -------------- | ---- | ---- | ---- | ---- | ---- | ---- | ---- | ---- | ---- | ---- |
| Počet obyvatel | 448  | 473  | 494  | 415  | 496  | 622  | 956  | 909  | 888  | 781  |

## Historie

### Nejstarší dějiny
Blízká řeka Morava, v době jarních záplav široce se rozlévajících, bývala vždy dosti nebezpečná. Nezaplaveným zůstal vždy poměrně malý a úzký pruh země pod úpatím strmé stráně, navíc ještě močálového a rybničního typu. Z archeologických nálezů je potvrzeno, že nejstarší a zároveň nejbližší trvalé osídlení bylo na západ od dnešní obce Postřelmov v trati „U Františka“, a to v mladší době kamenné (tj. 4 000 až 3 000 let př. n. l.). Nález pracovního nástroje na polích chromečského katastru v bezprostřední blízkosti dnešního katastru Bohutína prokazuje, že člověk této doby určitě navštívil za lovem i území této obce.
Druhá vlna osídlení severní Moravy je zaznamenána až v době bronzové a na počátku doby železné. Osada je archeologickými nálezy doložena opět v Postřelmově, o něco severněji, než byla v době kamenné. Lze ji datovat do doby 700 až 500 let př. n. l. Nalezené úlomky nádob řadí osadu do závěrečné fáze kultury lužické, která po sobě zanechala památku v podobě sekeromlatu, který již byl provrtán; náleží to tzv. kultury šňůrové a byl nalezen v Bludově nad koupalištěm v trati „Na vrše“.
Třetí fáze osídlení, která trvá dodnes, náleží do doby slovanské, když se někdy na přelomu 5. a 6. století na Moravě objevili Slované. Slovanské osídlení počátkem 12. století postupovalo z Mohelnicka proti toku Moravy na sever k pohraničním horám.

### Založení obce a její vlastnictví
O založení Bohutína jsou dochovány pouze pověsti a legendy. Bludovský rodák dr. Jan Březina, jehož předci žili do začátku 18. století v Bohutíně, ve svých pracích uvádí, že o založení Bohutína se přičinila chromečská vrchnost, která na území dnešní obce přidělila pozemky dvanácti čeledínům k obdělávání. Páter František Ermis, bludovský farář, publikoval o dějinách Bohutína několik článků a v naopak nich uvádí, že oněch 12 čeledínů pocházelo z Bludova a pozemky jim přidělila bludovská vrchnost. Faktem je ale to, že Bohutín byl teprve až roku 1658 prodán spolu s Chromčí Bludovu.
Nejstarší písemný záznam o samotném Bohutíně (v hovorové mluvě Bótině) je z roku 1351, kdy je v zemských deskách zaznamenána majetkoprávní dohoda mezi Bohunkem z Postřelmova a Bohunkem ze Závořic. Z dalších historických pramenů plyne, že v roce 1353 prodal Kolda z Postřelmova svůj zdejší majetek, stejně jako chromečské zboží Svatoborovi ze Závořic (k tomuto roku jsou v dokladech uvedeni čtyři vlastníci Postřelmova: Dětmar, Kolda, Petr a Bohunek). Svatobor ze Zázvořic pak prodal svůj díl Postřelmova roku 1358 Dětmarovi a jeho synu Skochovi. K roku 1366 se v Postřelmově píší bratři Buzek, Kuník a Bohuš. V roce 1368 litomyšlský biskup Albrecht ze Šternberka zapsal své panství v Postřelmově olomouckému kostelu sv. Petra, ale obec již patřila rytířům Zvolským ze Zvole. Markrabě Jan Jindřich, bratr císaře Karla IV., odkázal pak roku 1371 v závěti svému mladšímu synu Prokopovi mj. Bludov, Bratrušov, Chromeč, Radomilov a blíže neznámý Engelsdorf, který Ladislav Hosák jednoznačně identifikoval jako Bohutín. Není vyloučeno, že za husitských či česko-uherských válek obec zpustla a byla před rokem 1492 nově osazena.
Podle záznamu v půhonu z roku 1493 se vesnice tehdy jmenovala Bohutínek a patřila Jiřímu Tunklovi staršímu, ačkoli větší část sousední Chromče patřila ještě Znatům ze Zvole. Jiří Tunkl začal už roku 1480 na svém panství budovat rozsáhlé rybniční hospodářství. Nesnesitelný nátlak a nespravedlivost ale vedly tehdejší poddané k první velké vzpouře, při které byl Jiří Tunkl starší napaden a zbit. Na následky zranění zanedlouho zemřel, pravděpodobně právě roku 1493.
Roku 1500 příslušel Bohutín Chromči, kterou v té době nabyl Petr ze Žerotína, zástavní pán na Šumperku, Bludově a Velkých Losinách. Kolem roku 1560 přišel Bohutín spolu s Bartoňovem a Radomilovem do majetku vladyky Fylčana z Hrabové, jeho syn Jan Fylčan prodal potom obec Zigmundovi Bukůvkovi z Bukůvky (Bukůvka je vesnice poblíž Pardubic). Bukůvkové tehdy vlastnili Chromeč a za Bohutín zaplatili 1000 zlatých v tolarech. Rod Bukůvků držel obec do roku 1658 a prodal je s Chromčí pánu na Bludově.

### Život v obci
Bohutín byl vesnicí založenou po právu německém. Noví osadníci, podle velikosti své rodiny, obdrželi od vrchnosti pozemky na obdělávání. Nájemné ze svěřených pozemků platili obyčejně na sv. Jiří (24. dubna) a na sv. Václava (28. září). Těmto platbám se říkalo purkrechtní nebo rolní. Obecní záležitosti z pověření vrchnosti obvykle spravoval rychtář (u erbovních rychtářů platilo, že toto právo bylo dědičné, přecházelo z otce na syna), v Bohutíně ale nebyl dědičný rychtář, nýbrž fojt – ne dědičně, ale na konkrétní dobu byl vrchností určen někdo, kdo byl znalý nižšího soudnictví nad osadníky.
Druhou velkou skupinou obyvatel vedle sedláků byli chalupníci, kteří podle německého práva již neměli co dědit. Ti, kteří si svoji chalupu postavili na panském pozemku, se nazývali „panští“ či „domestikální chalupníci“, ti, kteří postavili na obecním pozemku, byli „obecní“, resp. „rustikální chalupníci“. Např. panský chalupník Jan Otčenášek, který roku 1598 chaloupku koupil za 20 moravských tolarů, měl tyto povinnosti: „Platu za robotu ročně 1 t. m.,: úroků při sv. Jiří 5 grošů a při sv. Václavovi 5 grošů, slepice 2 ročně, vejce 4. Platu obci ročně 4 groše a roboty obecní - jak bude třeba. Kromě toho s vrchností chodit na hony, na hlásku a rozsívati.“ Obec zavazovala své chalupníky takto: „Léta Páně 1608 při času sv. Trojice obec Bohutínská darovala Havlovi Havlenovi místo na obci k vystavení chalupy. Za toto dobrodiní jejich má jim dávati ouroku ročního na sv. Jiří 4 groše a při sv. Václavě též 4 groše - na roboty panské i obecní s podruhy jíti a kdyby tažení vojenské přišlo, povinen bude za ty Bohutínské za pěšího jíti, avšak na záplatu Bohutínských.“ Postupně v Bohutíně počet chalupníků podstatně převýšil počet sedláků.
V roce 1562 se trvale usadil v Bohutíně protestantský kazatel Wolfgang Schulweiss, který pocházel ze Zvíkova a na kněze byl vysvěcen ve Wittenbergu. V Bohutíně totiž mělo v minulosti velký vliv reformační Lutherovo církevní učení. Vedle povinnosti robotovat byla na obyvatele obce naložena ještě jedna nelehká povinnost – povinnost branná, se kterou byla spojena další povinnost mít doma pohotově svou vlastní vojenskou výzbroj. Ve starém obecním registru obce Bohutín je k tomu uveden tento zápis: „Léta Páně 1595 ve středu před nedělí Judica. Poznamenáno, co jeden každý v Bohutíně usedlý zbroje k gruntu svému míti má. K vobci – plechy dva, přední a zadní kus, ručnice dlouhá, kapalín (pokrývka na hlavu), meč, obušek.“ Zápis jmenovitě uvádí 12 jmen, a když každý desátý poddaný měl být vyzbrojen, znamená to, že v roce 1595 žilo v Bohutíně asi 120 dospělých poddaných.
Zásluhou pátera Ermise se zachoval zápis v obecním bohutínském registru z roku 1640, jde o přepis trhové listiny o bohutínský mlýn:
„Léta páně 1640 dne osmého máje stala se smlouva trhová celá a dokonalá a to taková, že urozený a statečný rytíř pan Zigmund Bukůvka z Bukůvky na Červené Lhotě a Chromči, jakožto dědičný pán statku chromečského ve vsi Bohutíně Mlejnisko s čípím (asi štepnice) a kusem louky až po kámen v ’ouzkým’ až k potoku proti ’štranbruchu’ poddanýmu svýmu Václavovi Kubíčkovýmu k dědičnému držení a užívání za sumu 42 t. m. (moravských tolarů) hotových zanechal, pustil a odprodal. Na tento jistý způsob, aby po smrti nebožtíka Václava Kubíčka synové a neboližto dcery po témž nebožtíku drželi a jako po otci napřed užívati mohli a užívali. Kdyby to pak odprodati mínili, žádnému jinému než vrchnosti a držiteli statku Chromče v těch penězích hotových 42 t. m. zase zanechati povinni byli. A jestli by pan Chromečský koupiti to nechtěl, teprv jinému to puštěno a vydáno býti má. Pro pamět budoucí do lejster to položiti též v dědině Bohutíně a zapsané se najíti moci bude. Stalo se léta a dne nahoře napsaného. Za Pavla Kašpara, Jakuba Březiny, purkmistra Pavla Kvapila, Jana Kašpara - úředních osob.“
Mlýn nestával na řece Moravě, ale na obecním potoce, který pramení nad obcí v úžlabí zvaném „Důl“ a sbírá vodu z protilehlé stráně, která v té době byla pokryta hustým lesem. Na jeho místě později stála usedlost, ve které bydlel učitel a od té doby pochází přezdívka „U Rechtorčinů“ (stavení hlásných). Nejstarší mapa zaznamenává jak parcelaci pozemků, tak vybudovaný systém hrází proti rozvodněné řece Moravě. Po rybnících, které byly přímo uprostřed obce, zůstala pouze v místních názvech pojmenování „Na hrázi“, „U rybníčků“ apod.

### Po třicetileté válce
V roce 1658 odkoupil od chromečských Bukůvků Maxmilián Lichtenštejn-Kastelkorn chroměčský statek s obcí Bohutín, čímž vznikl nový celek, spravovaný z Bludova. Jednu část tvořil Bludov, Chromeč a Bohutín, druhou oddělovala Ruda a tvořily ji Bratrušov, Rejchartice, Osikov, Kopřivná a Lužná. Tím se také vlastně Bohutín natrvalo přifařil k Bludovu.

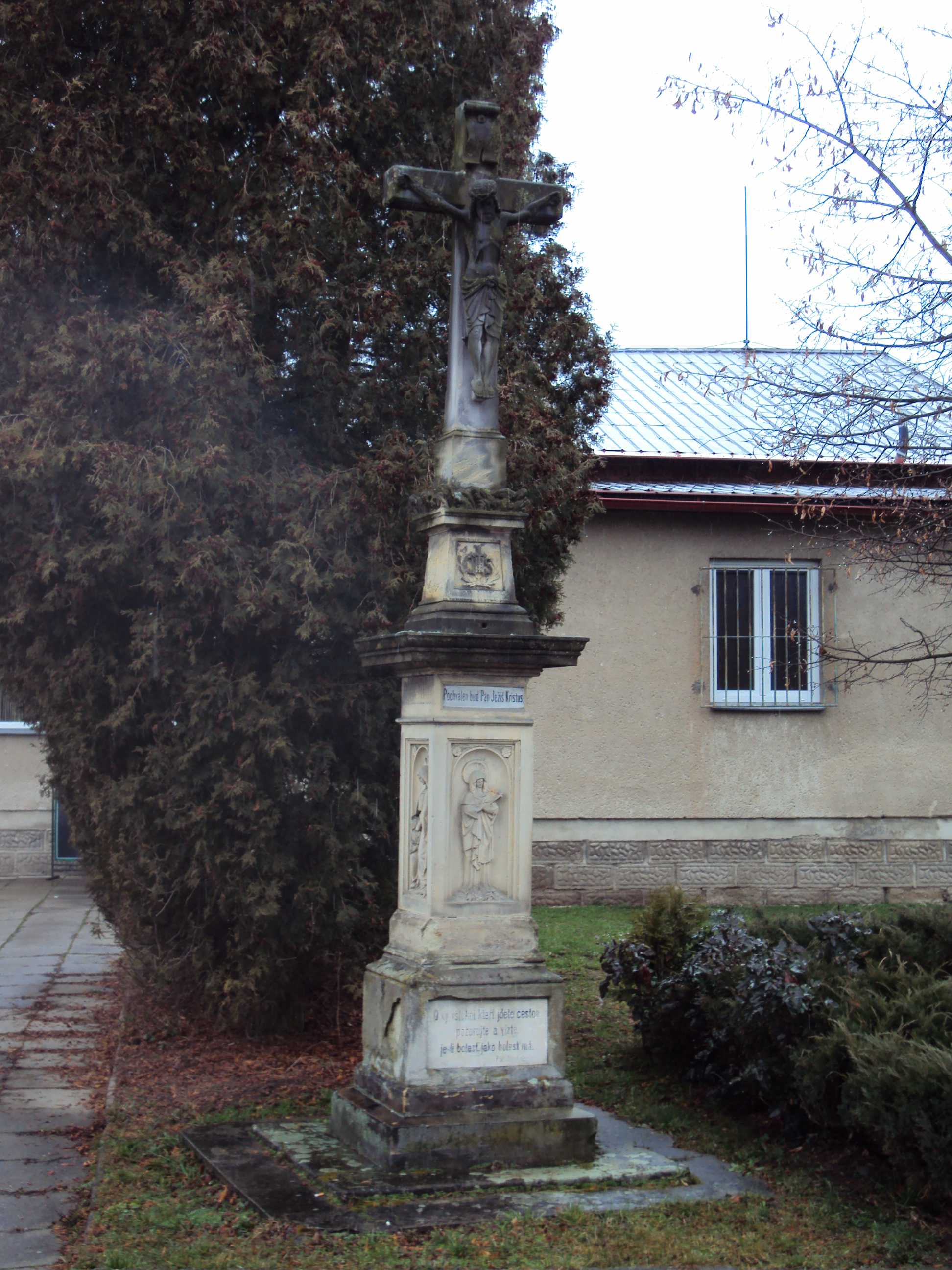
Kříž

Příchod Lichtenštejnů na severní Moravu znamenal pro obyvatelstvo dvě velmi významné změny: počátek náboženské protireformace a poněmčování. Nová vrchnost chtěla mít dokonalý přehled o svém majetku. Dochoval se doklad z lánské vizitace, podle kterého měl Bohutín v roce 1677 celkem 17 usedlostí (od počátku 17. století se počet usedlostí snížil o 1). Větších statků po 24 měřicích bylo 6, menších po 18 měřicích 4 a 7 domků bylo bez polí. Jména sedláků z té doby: Karmazín, Poprach, Navrátil, Kvapil, Švec, Horný(í), Shey (Šaj). Rychtářem, resp. fojtem v té době byl Burda.
V roce 1793 měl Bohutín celkem 47 domů s 227 obyvateli. Za necelých 40 let, do roku 1839 se Bohutín rozrostl na 78 domů, ve kterých žilo 401 obyvatel. O školství a vyučování dětí v Bohutíně té doby není mnoho známo. První zmínka o škole je z roku 1657 a v roce 1745 byla škola umístěna ve stavení čp. 145. Je také znám bludovský učitel Jan Weiser, který na zdejší škole působil v letech 1770 až 1779 a vedle učitelování provozoval ještě svoji vlastní hrnčířskou živnost.
Roku 1801 byla postavena zděná kaple, svojí velikosti nepatří k největším, ale potřebám Bohutínských vždy dostačovala. Ještě téhož roku kapli vysvětil bludovský farář P. František Soural. Zasvěcena je Narození Bohorodičky Panny Marie – 8. září zde bývá pouť. Na malé dřevěné věžičce při postavení kaple visely dva zvony, které odlil olomoucký zvonař Wolfgang Straub a posvětil biskup František Rosenthal. Byly posvěceny k věčné cti a chvále sv. Matouše a sv. Barbory (patronka horníků), za první světové války byly ale „zrekvírovány“ a roztaveny na děla. V mramorové desce oltáře jsou uloženy ostatky sv. Faustula, sv. Ameriny a sv. Panny Florentiny. V době postavení kaple se zde ovšem bohoslužby nemohly konat kdykoliv. S dovolením církevní vrchnosti to bylo v neděli po sv. Duchu, dne 8. září a v pondělí po bohutínských hodech, a to vždy „s přivolením faráře bludovského“, jak o tom v bludovské farní kronice píše P. Ermis.

### Od zrušení roboty do vyhlášení samostatnosti (1848–1918)
V roce 1848 byl zrušen vrchnostenský úřad na bludovském zámku a v prvních volbách roku 1850 se volilo nové vedení obce. V Bohutínské kronice však je první zápis o obecních volbách až v roce 1885, kdy byl 25. října volen nový obecní výbor: rolník čp. 20 Pavel Kašpar se stal starostou, 1. radním František Indra, hostinský čp. 27, a 2. radním František Hejtmánek, rolník čp. 13.
V létě 1866 byla obnovena šindelová střecha na kostelíčku Božího těla mezi Bludovem a Hrabenovem, při opravě ale ze střechy spadl a pádem se zabil tesař z Bohutína František Kvapil. 29. března 1870 bylo ukončeno sčítání lidu. Podle výsledků měla obec celkem 463 obyvatel, z toho 217 mužů a 246 žen. Při soupise se sčítal i zvířata: 5 hříbat, 5 klisen, 7 valachů, 70 krav, 37 telat, 16 ovcí, 59 koz, 4 vepři a 3 úly včel. 15. října 1873 projel první vlak po nové železniční trati Šternberk – Králíky. Dne 21. července 1886 se snesla nad okolím veliká bouře s krupobitím, které zničilo většinu úrody. Na Nový rok 1887 kopl kůň Františka Hejtmánka z čp. 13 tak silně, že tento již 5. ledna zemřel. V neděli 10. listopadu 1890 odpoledne byla při velké slavnosti posvěcena nová socha P. Marie Lurdské, na kterou bylo vybráno při dobrovolné sbírce mezi občany. V roce 1893 panovala velmi krutá zima, mrazy klesly až na -28 °C.
Téměř hned začátkem roku 1894 byl založen Sbor dobrovolných hasičů. O přípravu založení se nejvíce zasloužili starosta Pavel Kašpar a správce školy Karel Zbořil, dále Jan Kašpar starší i mladší, Josef Jáně, Josef Ptáček a hostinský František Indra. Dne 30. června 1895 o páté hodině odpoledne udeřil blesk do hostince Františka Indry. Ač tou dobou tam bylo mnoho lidí, nikdo nepřišel k úrazu. 27. června 1896 byly obnoveny volby do obecního zastupitelstva, starostou byl zvolen Josef Jáně, 1. radním Josef Ptáček a 2. radním Jan Kašpar.
V květnu 1898 byl „Na drahách“ postaven nový most přes potok nákladem 117 zl. a 5 kr. Na podzim na žádost hasičského sboru byla tamtéž zřízena nádržka na vodu. 8. srpna 1901 byla zadána staviteli Františku Brázdovi stavba hasičského skladiště. Téhož roku byl založen potravní spolek Svornost. Roku 1905 byla postavena železniční zastávka v Bohutíně a roku 1910 otevřel v čp. 80 František Chramosta svoji pekárnu. V lednu roku 1911 provedeno další sčítání lidu: obytných domů bylo 75, obytných bytů 108, ve kterých žilo 448 obyvatel.

### Za první republiky a nacistické okupace (1918–1945)
První poválečné sčítání obyvatel a domů se uskutečnilo 15. února 1921. Bylo napočítáno 473 obyvatel, 465 se jich hlásilo k římskokatolickému náboženství, 8 bylo bez vyznání. Z jara 1922 byla poblíže zastávky postavena restaurační budova čp. 89. Roku 1926 přestala stačit školní budova s jednou třídou, musel být zřízena třída druhá. Nebylo na ní místo, proto se musela pronajmout třída v Klášterci. Rok 1929 byl rokem mimořádným na přírodní proměny. V lednu a únoru panovaly kruté mrazy. V Bohutíně bylo naměřeno -36 °C. krutým mrazem dokonce praskaly i koleje. V létě byla naměřena teplota 41 °C ve stínu.

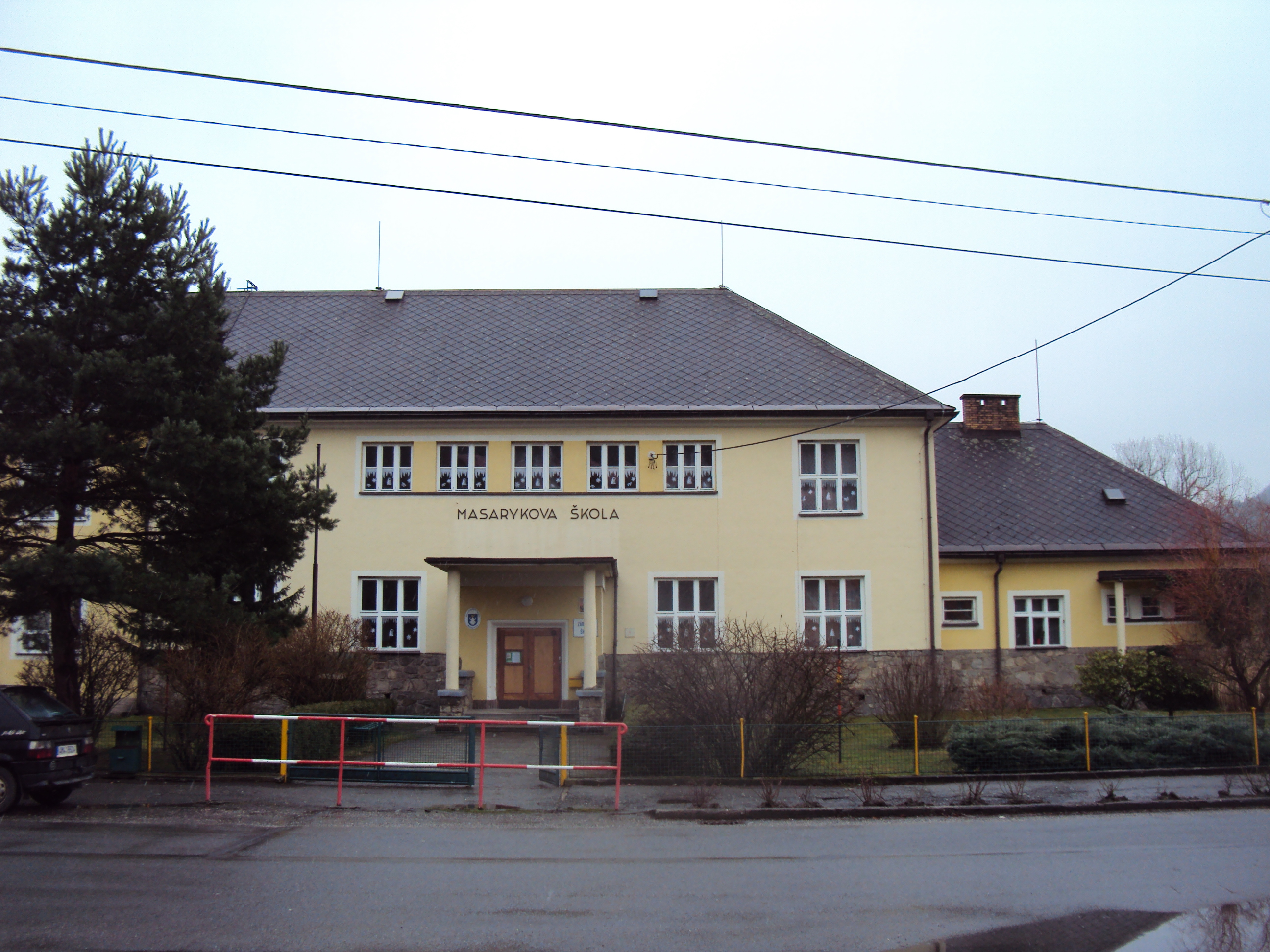
Masarykova škola

Na podnět Jana Hoška byla v roce 1930 uspořádána sbírka, ze které byly pořízeny a v roce 1931 slavnostně vysvěceny dva nové zvony pro kapli. V roce 1930 se začalo se stavbou nové školní budovy (původní škola byla postavena roku 1865, ale již 4. dubna téhož roku vyhořela, stavba další školy byla započata roku 1869 a byla dokončena 27. září 1870). Dne 6. září 1931 bylo slavnostní otevření úplně nové školy, která dostala jméno po prvním presidentovi T. G. Masarykovi. Celkové náklady činily 722 492,80 Kč. Dne 23. června 1936 poprvé zářila elektrická světla v obci, domech i ve škole.
V roce 1941 proběhlo několik jednání o zřízení obecního hřbitova. Na místě, kde měl být vybudován, se nalezlo mnoho vody, proto nebyla stavba započata. V roce 1942 si německá správa silnic najala ve Zbové kamenolom a postavila tam drtič kamene. Pracovali tam občané z Bohutína, ale vedoucím byl Němec Löfler. Válka si vzala svoji daň i v podobě opět zrekvírovaných zvonů, nahradil je zvon železný. 7. května 1945 prošla obcí německá vojska a podminovala oba mosty. Na osobní prosbu Emanuela Haintla, že zničením mostu by byl zničen i jeho domek, byl vyhozen jen most přes Moravu. Po usilovném pátrání byl malý zvon nalezen v Hamburku a dodnes je ve věži kaple.

### Po druhé světové válce (od 1945)
V září 1948 pořádala celá obec sjezd rodáků. V neděli dopoledne bylo slavnostní zahájení bohoslužbami církve katolické i československé a v poledne byl společný oběd v sále u Indrů. Odpoledne byla přátelská beseda u Zbové, na níž promluvil za hosty bývalý učitel v Bohutíně, Antonín Novotný, tehdejší předseda ONV.
2. ledna 1962 způsobil velké škody komorový odstřel v kamenolomu na Zbové. Pozdější provozovatel – Okresní meliorační družstvo Zábřeh již jen udržovalo provoz, až v polovině roku 1975 demolovalo veškeré zařízení, zabezpečilo stěny proti svévolným sesuvům a činnost kamenolomu byla ukončena. Dnes je tam nefungující skládka firmy Ekozis.
Knihovna sama byla a dosud je umístěna v prostorách obecního úřadu. Vedla ji a také obecní kroniku psala paní Maturová, dnes pokračuje v knihovnické práci Marie Keprtová. Na tradici ochotnického divadla v roce 1947 navázaly letní karnevaly na sportovním cvičišti Pod Zbovou. Nejslavnější karneval se konal v roce 1957, kdy orchestr Karla Valdaufa přilákal 4 300 platících návštěvníků z okolí. Obec navštívila i skupina Olympic.
Od roku 1945 se pracovalo na kanalizaci, obecním vodovodu, letním divadle, vyasfaltovaly se cesty, byl rozšířen obchod, škola, byla vystavena mateřská škola se stravovnou, pohostinství, přestavěla se budova obecního úřadu. Sportovní hala byla slavnostně uvedena do provozu 23. dubna 1993.

## Báje a pověsti

### O původu jména obce Bohutín
Obec Bohutín, lidově Bótin, rozkládá se v údolí řeky Moravy na úbočí Horáckého vrchu a Zbové, která má výrazně kuželovitý tvar vyhaslé sopky. Na Horáckém vrchu se od pradávna dolovalo, i když na celém byl hustý les. Dodnes se tam říká Podšachtí. Z hory Zbové je rozhled na všechny strany, zejména pak do údolí řeky Moravy. Na jednom místě jejího vršku půda silně duní. Tomuto místu se říká "Goliášův buben". Není pojmenován podle biblického obra, nýbrž podle bývalého bohutínského učitele, který toto místo našel.
Za pohanských dob stála prý na temeni Zbové obrovská socha pohanského boha, jež byla daleko viditelná. Bohutín, ležící na úpatí Zbové, byl jakoby ve stínu této posvátné hory a boha, na Zbové stojícího. Proto: Bohu/s/tín. V hovorové řeči nejstarších lidí se někdy používá místo stín - tín.
Jinak se odvozuje pojmenování Bohutína od křestního jména Bohun, Bohuta.

### Jak se škádlí na severní Moravě
Bohutínu se vysmívají, že je žabím městem. O bohutínské žábě se zpívá i nejedna pěkná písnička. O Bohutínu se také říkalo, že tam mají kožené hodiny na starostově plotě. Místo hodinového stroje prý u hodin stojí policajt a ponocný v jedné osobě, který ve volném čase tyčkou točí ručičkami. Rčení, že někomu jdou hodinky podle "bótinskéch, nebo bótinského plota" je v okolí dosti hojně používané, znamená, že jdou špatně.

## Povodně
Moravu zasáhly rozsáhlé povodně,[kdy?] v samotném Bohutíně bylo přímo postiženo 31 domácností a největší škody byly na sedmi domech. Již dne 18. a 19. března strhly se nad obcí a okolím veliké bouře, provázené blýskáním a hřměním, ale obec tehdy byla ještě ušetřena. Teprve od 27. července až do 5. srpna pršelo ustavičně, takže všechna rýže a pšenice mokrem porostly. Z 28. dne na 29. den měsíce července pršelo po celou noc tak, že ráno byla náves celá pod vodou. Potok tekoucí z „Dola“ v zatáčce před Indrovým hostincem protrhl břeh a tekl po cestě vesnicí. Voda z řeky Moravy byla zároveň s tratí železniční, takže veškeré pole a louky na trati v „Olší“ byly pod vodou. Voda se hnala od horní železniční rampy do vesnice a zaplavila ji až po kapli. Pod strážnickým domkem porouchala voda trať, takže vlaky mohly jet jen při největší opatrnosti. Občané utrpěli velké škody, neboť byla úroda ze tří čtvrtin zničená, a jen na obilí byla škoda odhadnuta obnosem 1 800 zlatých rak. čís.
100 roků na to, v neděli 6. července roku 1997 byla Morava rozlitá po celé louce. Všichni dobrovolní hasiči zpevňovali hráz Moravy, ale ráno již byla voda u školy. Starosta vyhlásil pohotovost a všichni práce schopni občané měli nastoupit k řešení situace. Do pytlů byl házen písek a pytle vozeny na hasičském autě na dolní část obce. Ten den se dostala voda i do místní kaple. K večeru hladina klesla, ale most byl naprasknutý a čekalo se, kdy spadne. Kolem 2. hodiny ranní byl Bohutín bez mostu a voda opět zasáhla kapli. Brzy ráno zněla obcí siréna a starosta vyhlásil opět pohotovost. Až ve středu voda z obce zmizela a nastala doba úklidu. Později byl vystavěn nový most.

## Význačné budovy

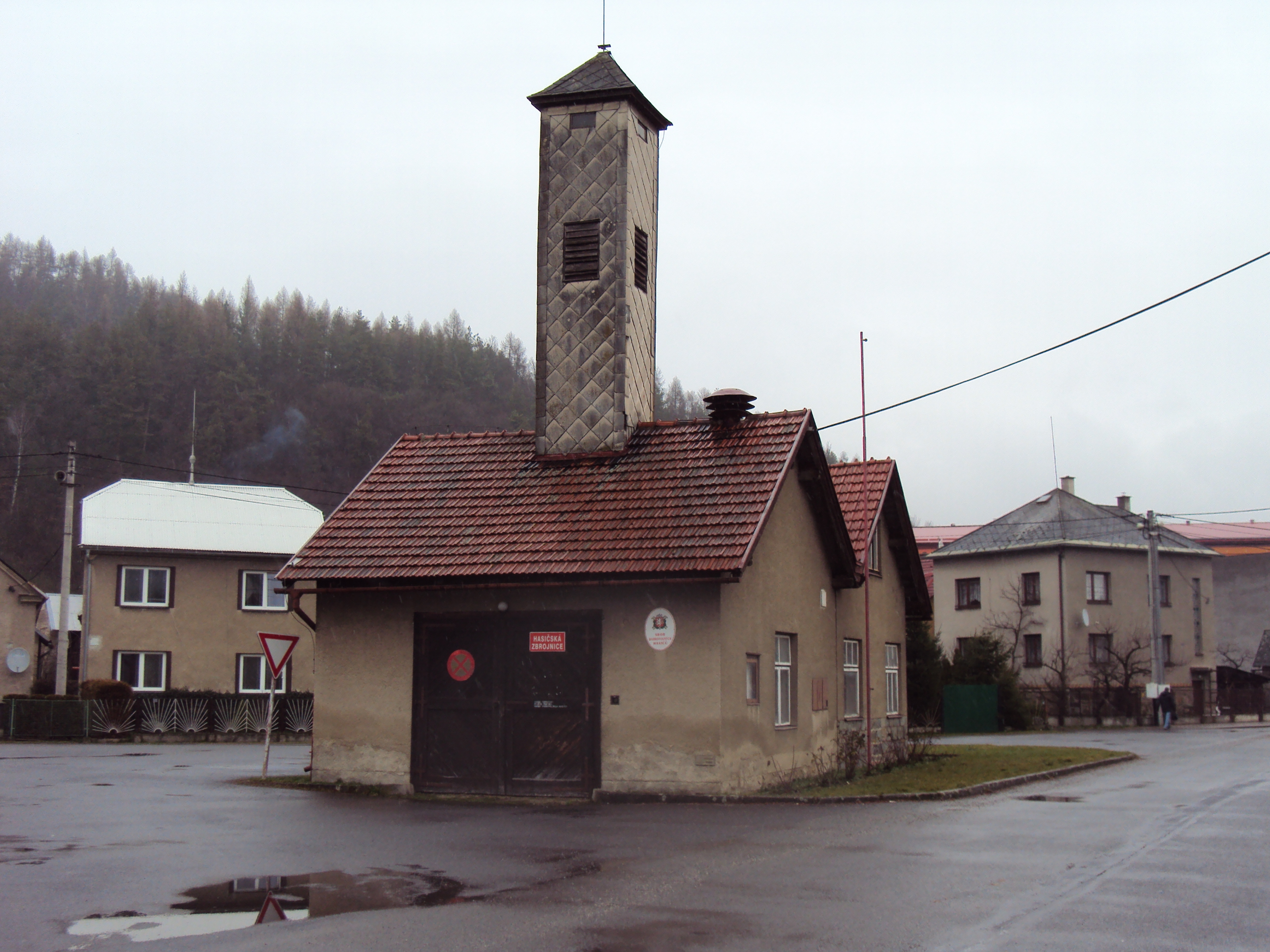
Hasičská zbrojnice

- Obecní úřad – dříve jednotřídní obecná škola, přestavba provedena v letech 1972–1974
- Masarykova škola základní – dvojtřídní (1.-5. p.r.) postavena 1932, přístavba v roce 1969, přístavba páté učebny a sociálního zařízení v letech 1970–1973
- Mateřská škola – dvoutřídní, se stravovnou, dokončena 1974
- Kaple Narození Panny Marie – postavena 1801, oprava 1993
- Hasičská zbrojnice – postavena 1935, rekonstrukce 1975
- Restaurace Na rybníčku – na místě původně obecní rybník
- Železniční zastávka Bohutín – postavena 1905
- Prodejna smíšeného zboží – přestavba na samoobsluhu 1969, dříve spotřební družstvo Svornost.
- Prodejna smíšeného zboží – dříve hostinec U Indrů
- Sportovní hala při ZŠ – dokončena 1993
- Letní divadlo Pod Zbovou
- Panelové bytovky Olšanských papíren – postaveny v letech 1965 až 1974
- Hospodářská budova zemědělského družstva
- U Hatoňů – poslední roubenka v Bohutíně
- Pomník padlých, obětem první světové války – slavnostně odhalen v prostoru u kaple 8. září 1920